# France Parkinson
France Parkinson est une association française fondée en 1984 par Yves Agid, neurologue.
L'association a pour objectif de créer du lien entre les personnes atteintes de la maladie de Parkinson et de financer la recherche sur cette maladie.
Elle se compose actuellement de 82 comités locaux.

## Liste des comités locaux
- Comité France Parkinson des Hautes-Pyrénées.
  - Président : Claude Bouhelier